# Plágia (Kilkís)
Plágia (grec moderne : Πλάγια) est une localité située dans le dème de Péonie, dans le district régional de Kilkís, dans la periphérie de Macédoine-Centrale, en Grèce.
Selon le recensement de 2011, elle compte 224 habitants.